# Belba dubinini
Belba dubinini är en kvalsterart som beskrevs av Bulanova-Zachvatkina 1962. Belba dubinini ingår i släktet Belba och familjen Damaeidae. Inga underarter finns listade.